# Tào Chương
Tào Chương (chữ Hán: 曹彰; ?-223); tự là Tử Văn (子文), là hoàng thân và là tướng nhà Tào Ngụy thời Tam Quốc trong lịch sử Trung Quốc.

## Thân thế
Tào Chương, là con trai thứ hai của Ngụy Vũ vương Tào Tháo và Biện phu nhân, em cùng mẹ của Ngụy Văn Đế Tào Phi, người quận Tiêu nước Bái.
Hiện tại chưa xác định được năm sinh của Tào Chương, chỉ biết người anh cùng mẹ trên ông là Tào Phi sinh năm 187 và người em kế sau là Tào Thực sinh năm 192. Như vậy căn cứ theo thời gian mang thai của người phụ nữ là 9 tháng 10 ngày thì có thể năm sinh của ông rơi vào một trong hai năm 189 và 190.

## Thời trẻ
Tào Chương có bộ râu vàng, chuyên học võ nghệ, khác với Tào Phi và Tào Thực chuyên về văn chương. Tào Tháo vẫn gọi ông là "thằng con râu vàng" (黃鬚兒).
Tào Chương có sức khỏe hơn người, có thể tay không đánh được mãnh thú. Tào Chương trưởng thành khi cha ông đang giữ cương vị đầu triều nhà Hán, quyết sách mọi việc, vượt quyền vua Hán Hiến Đế. Ông được cha cho làm tướng lĩnh trong quân đội, phong tước Yên Lăng hầu.

## Lập công
Năm 218, Tào Tháo phải đối phó với Lưu Bị đang lớn mạnh ở phía tây. Cùng lúc, bộ tộc Ô Hoàn ở đông bắc nổi dậy chống lại. Tào Tháo phải tập trung vào chiến trường phía tây, phong cho Tào Chương làm Bắc trung lang tướng, Hành kiêu kỵ tướng quân, cầm quân lên Đại quận đánh Ô Hoàn.
Tào Chương tác chiến thuận lợi, nhanh chóng đánh bại quân Ô Hoàn. Lúc đó Tào Tháo vừa bại trận ở Hán Trung, phải rút đại quân ra Trường An. Đầu năm 219, Tào Chương đến thẳng Trường An ra mắt cha báo công. Tào Tháo nghe tin ông lập công, rất vui mừng nắm bộ râu vàng của con khen: "Thằng con râu vàng của ta quả nhiên khác hẳn mọi người".
Tào Tháo phong Tào Chương làm Việt Kỵ tướng quân, để ông ở lại trấn thủ Trường An, còn mình trở về Lạc Dương.

## Tào Tháo qua đời
Tào Tháo về đến Lạc Dương phải lập tức điều động binh lực đối phó với cuộc tấn công Tương Dương – Phàn Thành của Quan Vũ từ Kinh châu. Tới cuối năm 219, khi Tương Phàn được giải vây thì Tào Tháo cũng tái phát bệnh đau đầu, sai người gọi gấp Tào Chương về Lạc Dương.
Tào Chương nghe tin cha bệnh nặng, vội đi gấp từ Trường An về Lạc Dương. Đầu năm 220, khi ông tới nơi thì Tào Tháo đã qua đời, người lo việc tang lễ là Giả Quỳ. Tào Chương hỏi ấn Ngụy vương của Tào Tháo, Giả Quỳ đáp rằng Ngụy vương đã lập thế tử Tào Phi, Yên Lăng hầu (Tào Chương) không có quyền hỏi. Lúc đó thế tử Tào Phi anh ông đang ở Nghiệp Thành – trung tâm nước Ngụy (hình thành từ năm 213), tuyên bố là người kế vị ngôi Ngụy vương của Tào Tháo, và lệnh cho các em là Tào Chương và Tào Thực trở về đất phong. Tào Chương biết không thể tranh ngôi với Tào Phi, đành phải trở về Yên Lăng.
Để bảo vệ quyền lực đang nắm giữ, Tào Phi áp dụng chế độ quy định với các chư hầu đời trước: nếu không có lệnh, cấm được đến Nghiệp Thành yết kiến vua mới, lại cấm thư từ giao du với các chư hầu khác. Ngoài ra, Tào Phi còn bố trí một vị quan Lâm quốc yết giả giám sát ông và các em được phong đất.
Tháng 10 năm đó, Tào Phi phế vua Hán Hiến Đế, lập ra nhà Tào Ngụy, tức là Ngụy Văn Đế, đóng đô ở Lạc Dương. Sang năm 221, Tào Phi thăng Tào Chương lên từ Yên Lăng hầu làm Yên Lăng công. Năm 222, Tào Phi thăng Tào Chương lên làm Nhiệm Thành vương (任城王).

## Cái chết
Năm 223, Tào Chương nhận được lệnh triệu tập của Tào Phi về kinh Lạc Dương. Ông lên đường vào kinh đô. Tới tháng 6 năm 223, Tào Chương đột ngột qua đời ở Lữ đệ. Sử sách có những ghi chép khác nhau về cái chết của ông.
Sách Ngụy thị Xuân thu nói rằng Tào Chương đến Lạc Dương nhưng Tào Phi không cho gặp mặt, được một thời gian Tào Chương phẫn uất sinh bệnh mà qua đời.
Sách Ngụy Tấn thế thuyết cho rằng khi Tào Chương cùng Tào Phi đánh cờ trong lầu của Biện thái hậu, bị Tào Phi cho ăn táo có độc. Người hầu mang nước đến cho Tào Chương uống, nhưng bị Tào Phi sai đập vỡ bầu nước. Biện thái hậu vội đi chân không chạy ra giếng múc nước cho con thứ, nhưng không tìm được gàu múc. Vì vậy Tào Chương trúng độc qua đời.
Một bài văn khóc ông mà Tào Thực em ông viết sau cái chết của ông, có những câu:
Hiếu như Mẫn Tử,
Nghĩa tựa Sâm Thương,
Ôn hòa cung kính,
Lấy nhu khắc cương...
Vì sao vội vã?
Mệnh trời không thường
Đồng minh nuốt lệ
Trăm quan xót thương
Các sử gia còn căn cứ vào câu "lấy nhu khắc cương" cho rằng Tào Chương lúc còn sống bị nhiều điều uẩn khúc, "đồng minh nuốt lệ" là nỗi lòng của vị chư hầu khác có địa vị và hoàn cảnh tương đồng (Tào Thực) phải nuốt lệ vào bụng không dám thổ lộ vì sự trấn áp của Tào Phi.
Tuy nhiên, ngoài Tào Chương được xem là chết dưới thời Tào Phi, những anh em khác, kể cả Tào Thực, đều được sống trọn vẹn và nhiều người cũng được phong vương. Vì vậy, các sử gia cho rằng hai giả thuyết trên của Ngụy thị Xuân thu và Ngụy Tấn thế thuyết đều chỉ là nghi án, dù Tào Phi đối xử không tốt với các em nhưng không thể kết luận Tào Phi ra tay với Tào Chương.
Thậm chí đến Tào Thực nổi tiếng là bị Tào Phi chèn ép nhất, cũng được phong vương tước. Có thể thấy Tào Phi không hề tuyệt tình với các em.

## Gia đình
- Cha: Tào Tháo
- Mẹ: Biện phu nhân
- Anh em cùng mẹ:
  - Tào Phi
  - Tào Thực
  - Tào Hùng
- Con: Tào Khải (曹楷), làm tới chức Thiếu phủ, còn sống tới khi Tư Mã Viêm giành ngôi nhà Tào Ngụy (265)

## TrongTam Quốc diễn nghĩa
Tào Chương trong tiểu thuyết Tam Quốc diễn nghĩa được mô tả nổi bật qua lời khen "thằng con râu vàng", sức địch muôn người của Tào Tháo ở hồi 72. Nhà văn La Quán Trung chỉ nhắc tới việc ông chinh chiến với Ô Hoàn một cách sơ lược mà lại đề cập nhiều tới việc ông tham chiến ở trận Hán Thủy với Lưu Bị. Tào Chương xung trận và chém chết tướng Thục là Ngô Lan.
Trên thực tế Tào Chương không dự trận Hán Thủy, còn Ngô Lan vì bị Tào Hồng đánh bại ngay trước khi Tào Tháo khởi đại quân đến Hán Trung; Ngô Lan bỏ chạy vào Âm Bình và bị người tộc Đê giết chết.
Tào Chương được Tam Quốc diễn nghĩa nhắc tới một lần nữa sau khi Tào Phi lên ngôi và bị sự chèn ép của Tào Phi.